# Cultura de la cerámica del peine

En Violeta (Comb Ceramic Potery), la cultura de la cerámica del peine.

La cultura de la cerámica del peine fue una cultura del noreste europeo del Neolítico, que existió desde alrededor del 4200 a. C. hasta alrededor del 2000 a. C.. El nombre se deriva del tipo más común de decoración de su cerámica, que se parece a las huellas de un peine.

## Distribución
La distribución de los artefactos encontrados incluye Finnmark (Noruega) en el norte, el río Kalix (Suecia) y el golfo de Botnia (Finlandia) en el oeste, y el río Vístula (Polonia) en el sur. Llegando incluso a los Montes Urales.
Incluye la cultura de Narva, en Estonia, y la cultura Sperrings en Finlandia, entre otras. Se cree que esencialmente continuó la economía de cazadores-recolectores del Mesolítico, aunque Narva muestra alguna evidencia de incipiente agricultura. 
Parte de esta región fue absorbida posteriormente por el horizonte de la cultura de la cerámica cordada. 

## Cerámica

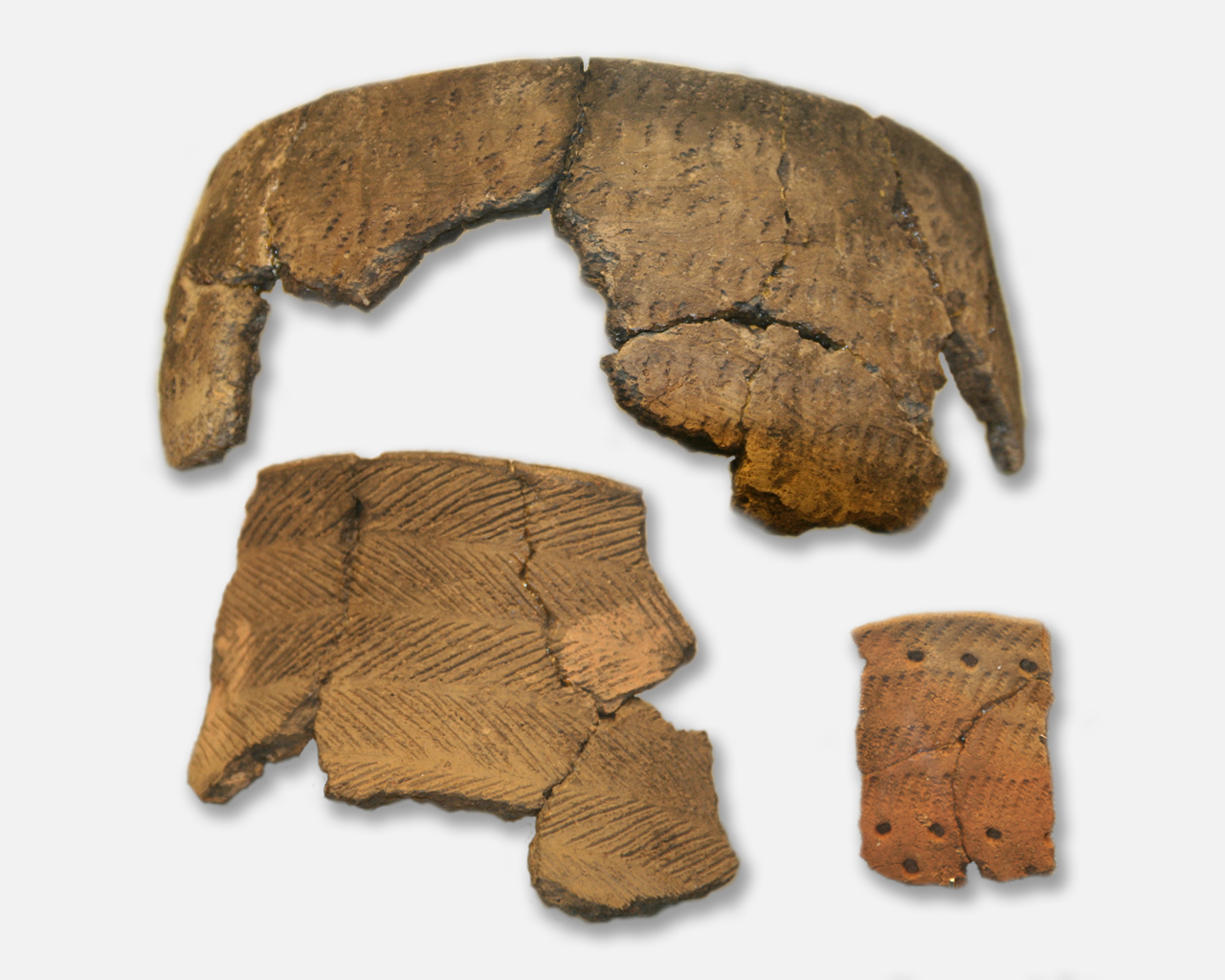
Cerámica del peine.

Se divide en los siguientes períodos: 
- temprano (Ka I, ca 4200 a. C.-3300 a. C. aproximadamente)
- típico (Ka II, ca 3300 a. C.-2700 a. C. ca )
- tardío (Ka III, ca 2800 a. C.-2000 a. C. aproximadamente).

Sin embargo, las fechas de radiocarbono calibrado para algunos fragmentos de cerámica encontrados en el istmo de Carelia dan fechas de entre el 5600 a. C. y el 2300 a. C.

## Viviendas

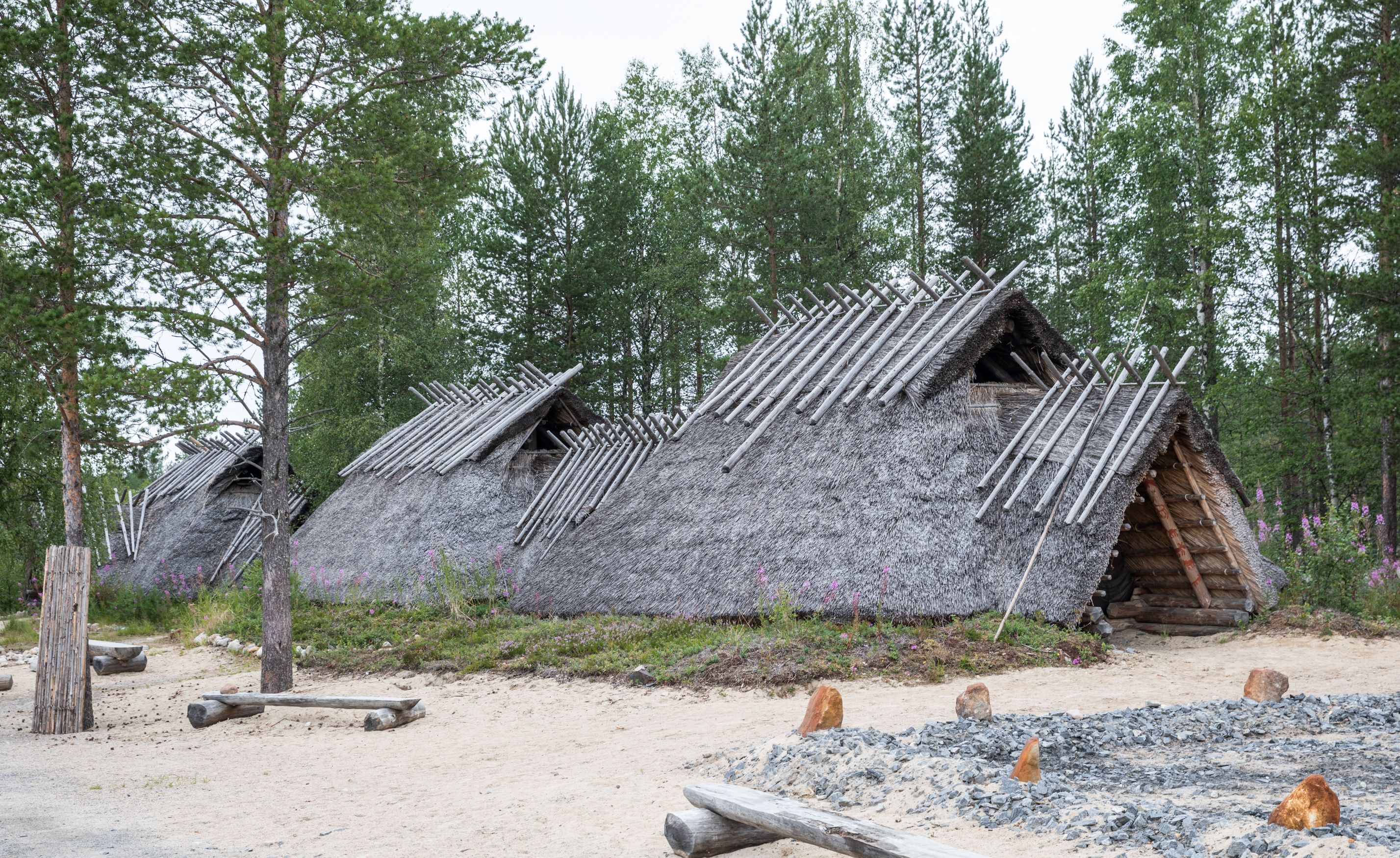
Vivienda de la Edad de Piedra en Kierikki (Finlandia)

Los asentamientos se encontraban en el mar o junto a las orillas de los lagos, y la economía se basaba en la caza, la pesca y la recolección de plantas. En Finlandia, se trataba de una cultura marítima que se especializó en la caza de focas. La vivienda dominante era probablemente un tipi de 30 metros cuadrados, donde unas 15 personas podrían vivir. También había casas rectangulares de madera, sobre todo en Finlandia a partir de 4000 a. C. Las tumbas eran excavadas dentro de los asentamientos y los muertos eran cubiertos con ocre rojo. Objetos de pedernal y colgantes de ámbar eran abundantemente dejados con ellos como ofrendas funerarias.

## Arte
La cultura se caracteriza por la presencia de pequeñas figuras de arcilla cocida y cabezas de animales hechas de piedra. Las cabezas de animales por lo general representan a osos y alces, y derivaban del arte mesolítico. También hubo muchas pinturas rupestres.

## Idioma
Existe una hipótesis sobre el supuesto origen urálico de esta cultura. Se cree que no hablaban una lengua indoeuropea, pero la dispersión de las lenguas urálicas hacia el oeste ocurrió mucho después de la desaparición de la cultura de la cerámica del peine, en el primer milenio a. C.